# 宇野站
宇野站（日语：／ Uno eki */?）是一位於日本岡山縣玉野市築港一丁目，隸屬於西日本旅客鐵道（JR西日本）的鐵路車站，是宇野線的終點站，車站編號為JR-L15。
瀨戶大橋未通車前，本站是來往四國的主要出發點，特急列車及貨運列車均會在此站設的棧橋開進宇高連絡船前往高松站，1988年瀨戶大橋通車後，列車改行瀨戶大橋線，乘客量大減，及後原站舍於1994年拆卸，並在原站北面興建第二代車站。宇高聯絡船退出營運後，車站只剩下普通列車停靠，直至2016年7月觀光列車「La Malle de Bois」投入服務後，快速列車才重新進駐本站。
現時，約半數班次只前往茶屋町站，主要在日中時段，其餘時間則為行經全線的班次直通至岡山站。

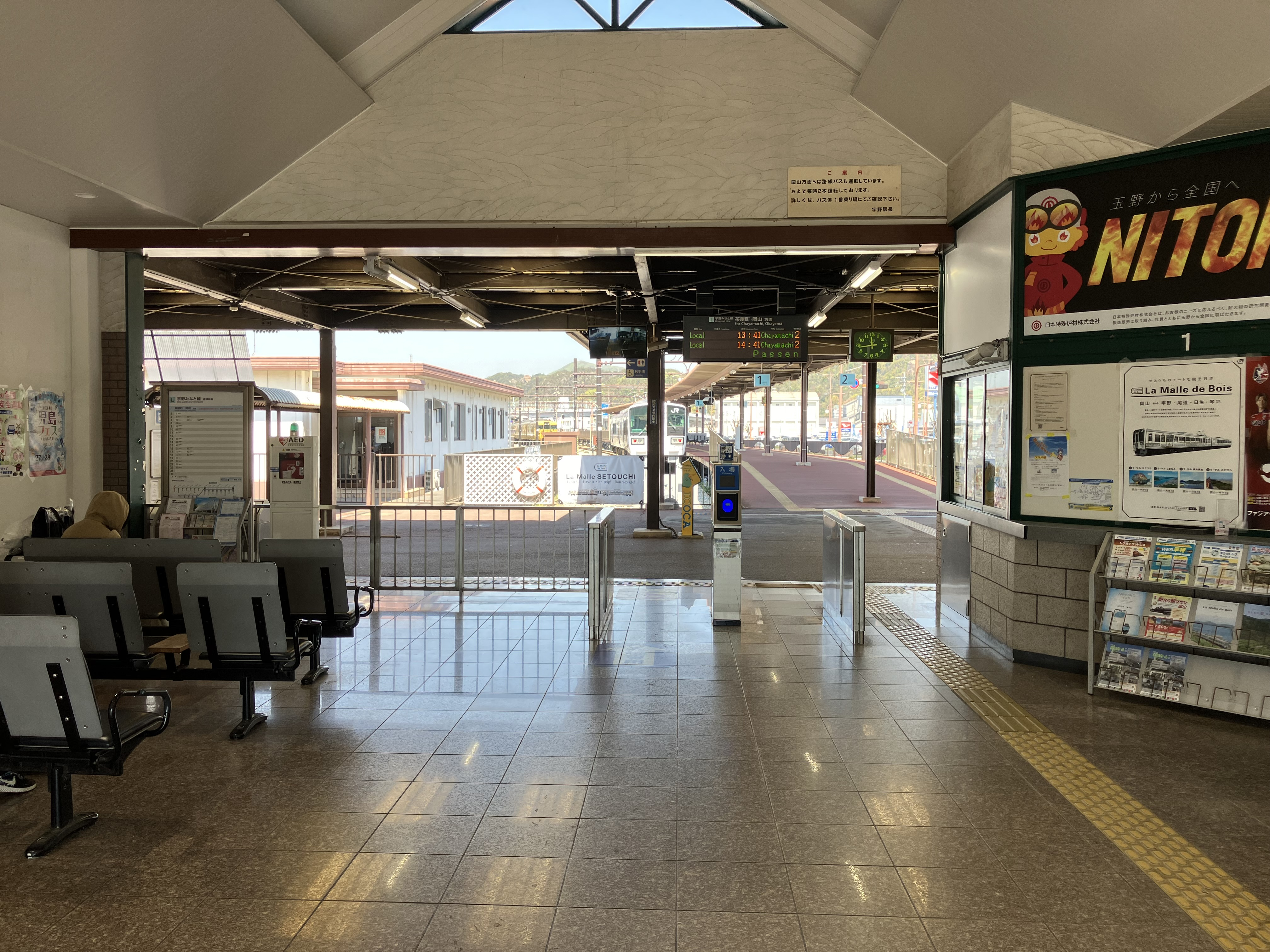
驗票口（2024年4月）

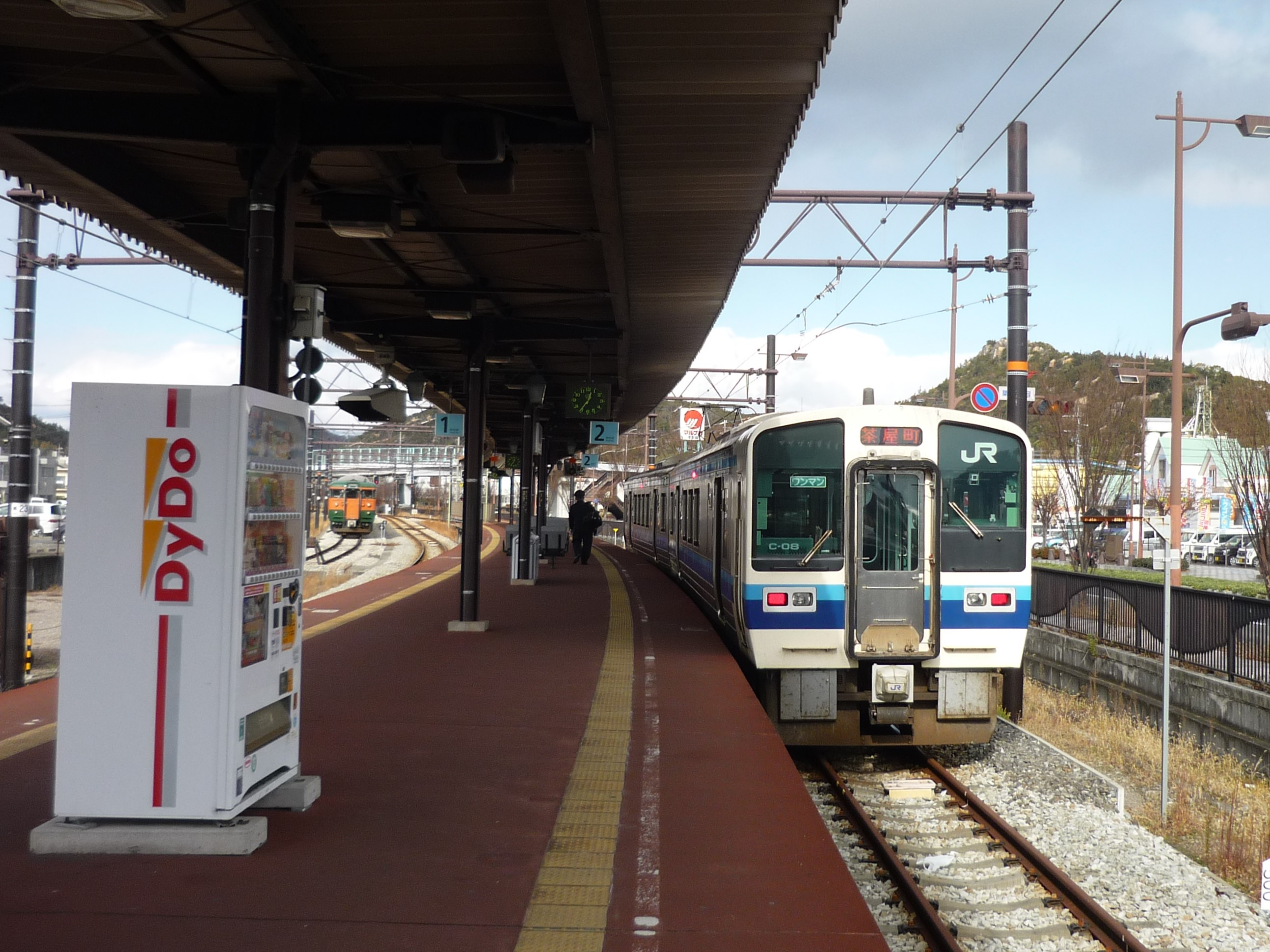
月台（2018年1月）

## 車站結構
第二代車站為單層式建築，出入口設於正中央，左側為觀光中心及洗手間（但洗手間入口設於閘內）；中間為設有座椅的候車大堂，並能通往月台；右側為站務室，設有驗票窗口及3台自動售票機。本站採用開放式驗票口，除了人手驗票外，亦設置了一對供出、入站專用的簡易式ICOCA感應器。
通過閘口後，左方近1號月台路軌旁設有供乗務員留宿用的宿舍，車站使用期間，宿舍大門前的閘門會關上。
2019年11月，玉野市政府於站房右側前端試驗設置了一座可供公眾使用的「街頭鋼琴」（ストリートピアノ、Street Piano），是由市內的「莊內南幼稚園」所捐贈的數碼鋼琴，並由宇野站長及玉野市職員加以裝飾，推出後反應良好，後來由於車站改裝，再加上數碼鋼琴出現問題，2022年3月引入了第二代的數碼鋼琴，亦增設了一部傳統直立式鋼琴，直立式鋼琴用作取代了第一代數碼鋼琴，而第二代數碼鋼琴則用作流動演奏之用。

### 月台配置
設有港灣式島式月台一個，提供1線2面的配置。月台長度由驗票口起計為100米，但盡頭的20米被闢作安全距離，列車不使用，所以實際長度為80米，有效長度為4輛；但2號月台則另外向前伸延多40米，形成了總有效長度為120米，可停靠6輛編成的列車。除了伸延部份外，全個月台均設有上蓋，並設有7張獨立兩座位式的候車座椅。
1號月台旁邊亦設有側線，出站後的路軌旁亦另設有轉轍器通往另外一組的側線供列車停泊之用。
| 月台 | 路線     | 目的地           | 備註                                           |
| ---- | -------- | ---------------- | ---------------------------------------------- |
| 1    | 宇野港線 | 茶屋町、岡山方向 | 觀光列車「La Malle de Bois」及部份普通列車使用 |
| 2    | 宇野港線 | 茶屋町、岡山方向 | 主要發車月台                                   |

## 歷史
- 1910年6月12日：國有鐵道宇野線開業[6]，設站；同時開通前往高松港的宇高航路連絡船[7]。
- 1953年4月5日：備南電氣鐵道宇野站～玉站間開業。
- 1956年3月24日：備南電氣鐵道被玉野市營電氣鐵道接管。
- 1960年

- 7月6日：旅客第2及第3月台開始使用。
- 10月1日：宇野線電化，開始使用電聯車。

- 1961年9月1日：宇野線採用單線自動化閉塞模式。
- 1965年：

- 8月26日：1號月台延長工程開展。
- 9月25日：開設綠窗口。
- 9月30日：1號月台延長工程完成。

- 1968年9月1日：開設興建站內跨線行人天橋。
- 1969年：

- 5月1日：站內跨線行人天橋啟用，跨路軌平交道停用。
- 8月23日：車站內大改良工程展開。

- 1970年：

- 4月5日：宇野線CTC化。
- 4月30日：隨貨物車廂取消，停止提取手提行李及貨物服務。
- 5月1日：因備前田井站及八濱站無人化，被本站接管。
- 10月1日：車站內大改良工程完成。

- 1972年：

- 4月1日：玉野市営電気鉄道廃止。
- 11月8日：宇高航路氣墊船啟航。同時位於車站月台海側前端的氣墊船碼頭亦完成。

- 1982年11月：車站內的橋秤停用[8]。
- 1986年11月1日：取消所有貨物提取服務。
- 1987年4月1日：隨國鐵分割民營化，宇野線歸入JR西日本及日本貨物鐵道（JR貨物、第二種鐵道事業者）；宇高航路歸JR四國承繼。

## 利用狀況
| 乗車人員推算 | 乗車人員推算 |
| 年度         | 1日平均人數  |
| ------------ | ------------ |
| 1999         | 1,478        |
| 2000         | 1,506        |
| 2001         | 1,523        |
| 2002         | 1,457        |
| 2003         | 1,409        |
| 2004         | 1,388        |
| 2005         | 1,345        |
| 2006         | 1,272        |
| 2007         | 1,239        |
| 2008         | 1,203        |
| 2009         | 1,151        |
| 2010         | 1,198        |
| 2011         | 1,175        |
| 2012         | 1,175        |
| 2013         | 1,247        |
| 2014         | 1,188        |
| 2015         | 1,247        |
| 2016         | 1,290        |
| 2017         | 1,246        |
| 2018         | 1,233        |
| 2019         | 1,309        |
| 2020         | 974          |

## 其他
- 本四備讚線（瀨戶大橋線）的橋上部分（兒島－宇多津）在強風的情況下，根據運行規制，宇野港－高松港將由渡輪代行，而原來列車亦改為岡山－宇野間的臨時列車。

## 相鄰車站
西日本旅客鐵道（JR西日本）
 宇野港線（宇野線）
觀光列車「La Malle de Bois」
岡山－宇野
普通列車
備前田井－宇野

### 曾經存在的路線
日本國有鐵道（國鐵）→ 四國旅客鐵道（JR四國）
宇高航路（宇高連絡船）
宇野－高松
玉野市營電氣鐵道
宇野－廣潟

## 外部連結
- JR西日本宇野站官方網站。（页面存档备份，存于）